# 120 (số)
120 (một trăm hai mươi) là một số tự nhiên ngay sau 119 và ngay trước 121.
Đặc tính:
- Là tích của năm số tự nhiên đầu tiên: 120 = 1 × 2 × 3 × 4 × 5
- Là tổng của bốn số nguyên tố liền nhau: 120 = 23 + 29 + 31 + 37
- Là tổng của bốn lũy thừa bậc liên tiếp của cơ số 3: 120 = 31 + 32 + 33 + 34
- Là tích của hai phép tính cho số 10 và tổng của hai phép tính cộng cho 5: 120 = (5 + 5) + (5 + 5) + (10 × 5) + (10 × 5)